# روابط اسرائیل و بنگلادش
بنگلادش و اسرائیل روابط دیپلماتیکی میان خود ندارند. بنگلادش گفته‌است تا زمانی که فلسطین مستقلی وجود نداشته باشد اسرائیل را به رسمیت نمی‌شناسد. برخی گزارش‌ها و آمارها نشان می‌دهند که بنگلادش و اسرائیل برخی روابط تجاری را به‌طور غیرمستقیم و گاه مخفیانه حفظ می‌کنند، اگرچه دولت همیشه این ادعاها را رد می‌کند.

## دیپلماسی

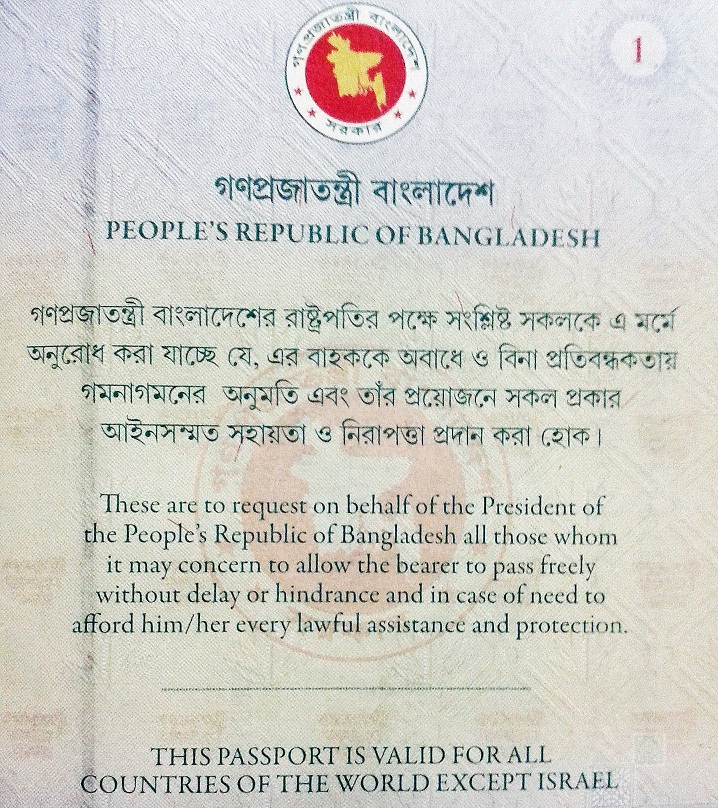
گذرنامه بنگلادشی برای همه کشورهای جهان به جز اسرائیل معتبر است

بنگلادش یکی از ۲۸ کشور عضو سازمان ملل است که کشور اسرائیل را به رسمیت نمی‌شناسد. این یکی از چندین کشوری است که به‌طور رسمی شهروندان خود را از سفر به اسرائیل منع می‌کند و گذرنامه‌های اسرائیلی را قبول نمی‌کند. در نوامبر ۲۰۰۳، صلاح چودوری، روزنامه‌نگار بنگلادشی به جرم تلاش برای پرواز به تل آویو دستگیر شد، به دلیل «فتنه، خیانت و کفر» به دادگاه شکایت کرد و به هفت سال زندان محکوم شد. بنگلادش رسماً از یک کشور مستقل فلسطین و «پایان اشغال غیرقانونی اسرائیل در فلسطین» حمایت می‌کند.
سخنگوی دولت اسرائیل در بیانیه سپتامبر ۲۰۱۱ منتشر شده در جروزالم پست، گفت: "ما هیچ منافاتی با بنگلادش نداریم. ما گفتگو می‌خواهیم. ما روابط بین مردم را می‌خواهیم. ما از مردم متدین مذهب بنگلادش برای دیدار از سرزمین مقدس بیت المقدس استقبال می‌کنیم ". اسرائیل پس از برقراری "روابط دیپلماتیک کامل با چین و هند در سال ۱۹۹۲" بی‌نتیجه "به دنبال رابطه با بنگلادش" بود. شیخ حسینه ، نخست‌وزیر بنگلادش در سال ۲۰۱۴ گفت: «ما به حمایت خود از فلسطینیان ادامه داده‌ایم و اشغال سرزمین آنها توسط اسرائیلی‌ها هرگز قابل قبول نیست».
در سال ۲۰۲۱ بنگلادش «به جز اسرائیل» را از پاسپورت خود حذف کرد تا «استاندارد بین‌المللی» را داشته باشد. پیش از این ذکر شده بود «این گذرنامه برای همه کشورهای جهان به جز اسرائیل معتبر است»، اما در اواخر ماه مه ۲۰۲۱ آنها آن را به عنوان «این گذرنامه برای همه کشورهای جهان معتبر است» به روز کرده‌اند. از ماه مه ۲۰۲۱، «به جز اسرائیل» فقط از گذرنامه الکترونیکی آنها حذف شد و حذف گذرنامه قابل خواندن توسط ماشین (MRP) در حال انجام بود.

## جنگ آزادی‌بخش بنگلادش
اسرائیل یکی از اولین کشورهایی بود که بنگلادش مستقل را در فوریه ۱۹۷۲ به رسمیت شناخت. دولت اسرائیل و عموم مردم اسرائیل از آرمانهای مردم بنگال در طول جنگ آزادیبخش بنگلادش در سال ۱۹۷۱ حمایت کردند. پس از استقلال بنگلادش، کشور تازه تأسیس به سرعت توسط اسرائیل در ۴ فوریه ۱۹۷۲ شناخته شد. با این حال دولت بنگلادش رسماً تشخیص اسرائیل را رد کرد. وزیر امور خارجه وقت بنگلادش، خنداکر مشتاق احمد، به نمایندگی از دولت بنگلادش نامه ای صادر کرد و گفت این به رسمیت‌شناسی قابل قبول نیست.

## جنگ ۲۰۰۶ لبنان
بلافاصله پس از جنگ ۲۰۰۶ در لبنان، بنگلادش پیشنهاد اعزام گردانهای پیاده خود را برای کمک به نیروهای صلح سازمان ملل داد، اما اسرائیل با بیان اینکه بنگلادش اسرائیل را به رسمیت نمی‌شناسد، آن را رد کرد. اگرچه اسرائیل مشارکت این کشور را رد کرد، بنگلادش یکی از اولین کشورهایی بود که نیروهایش به سواحل جنوب لبنان رسیدند. در حالی که کشورهای غربی، مانند رهبر اصلی و کمک کننده به لبنان، فرانسه، استقرار خود را به تأخیر انداختند. از ماه مه ۲۰۱۵، بنگلادش دارای ۳۲۶ حافظ صلح است که در نیروهای حافظ صلح سازمان ملل مستقر در لبنان (UNIFL) در لبنان شرکت می‌کنند.